# Cordia lutea
Cordia lutea, conocida como cordia amarilla o en español muyuyo, El árbol de Cordia lutea generalmente conocido como Muyuyo, nombre 

## Descripción
Cordia lutea crece como arbusto o un árbol pequeño, hasta 8 m de  alto. Las ramas jóvenes son peludas. Las hojas no divididas están dispuestas alternadamente, y tienen de 4 a 10 cm de largo, de forma ovalada o redonda, con márgenes muy finos y dentados. El lado superior de la hoja es áspero en textura pero sin pelo, que si están presentes en el lado inferior.
Las flores amarillas se distribuyen en racimo y son dulcemente perfumadas. Los pétalos de cada flor se funden juntos en una forma de trompeta, 2-4 cm a través en la boca, que tiene de cinco a ocho lóbulos. Dentro de la flor hay cinco a ocho estambres. Después de la fertilización, forma (una drupa), de 8–12 milímetros de diámetro que contiene de una a cuatro semillas. La fruta tiene una pulpa carnosa que al exprimirse produce un material viscoso que se vuelve pegajoso al ambiente.

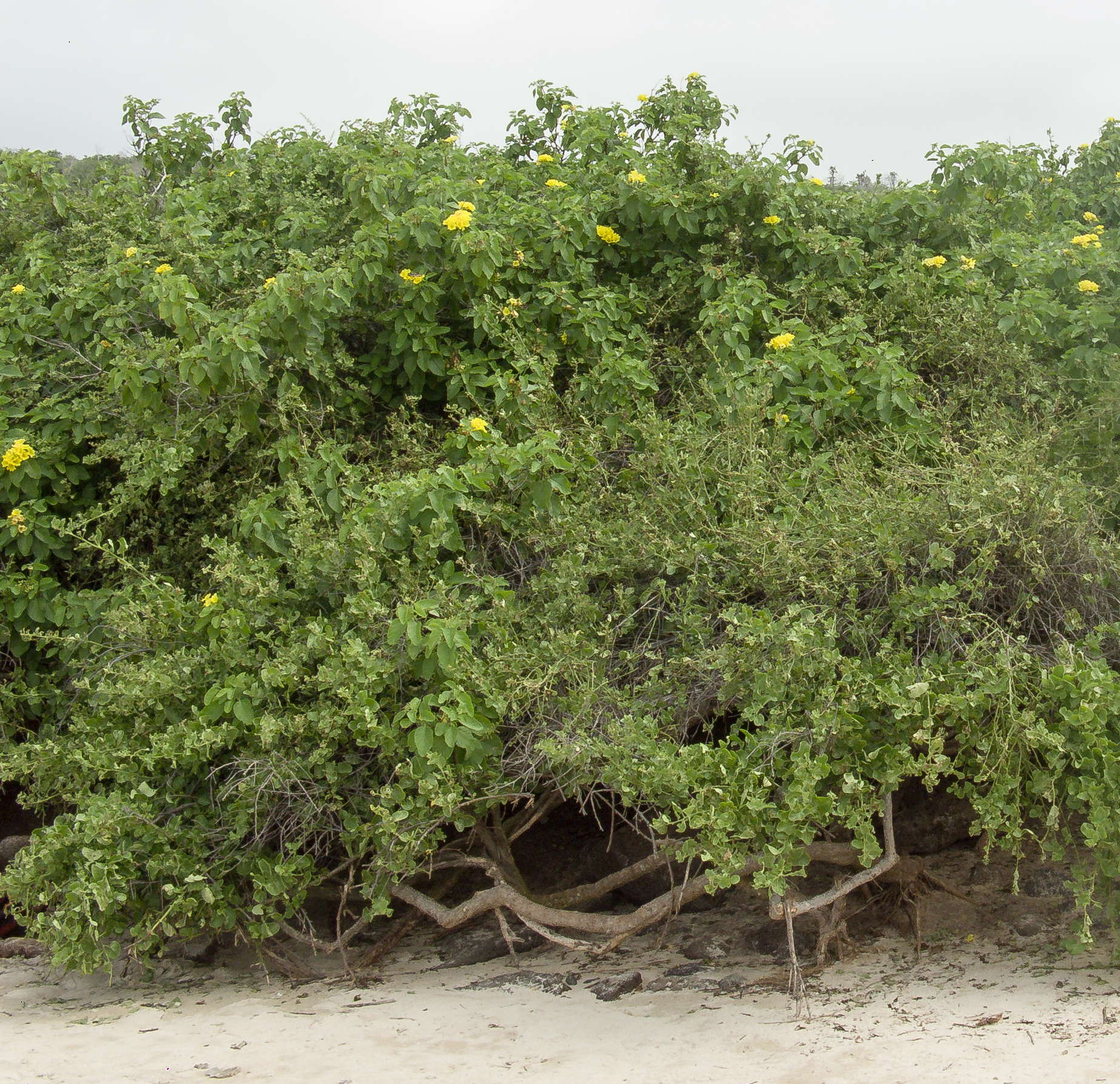
En hábitat en el borde de una playa, con Cryptocarpus pyriformis, Santa Fe, Galapágos
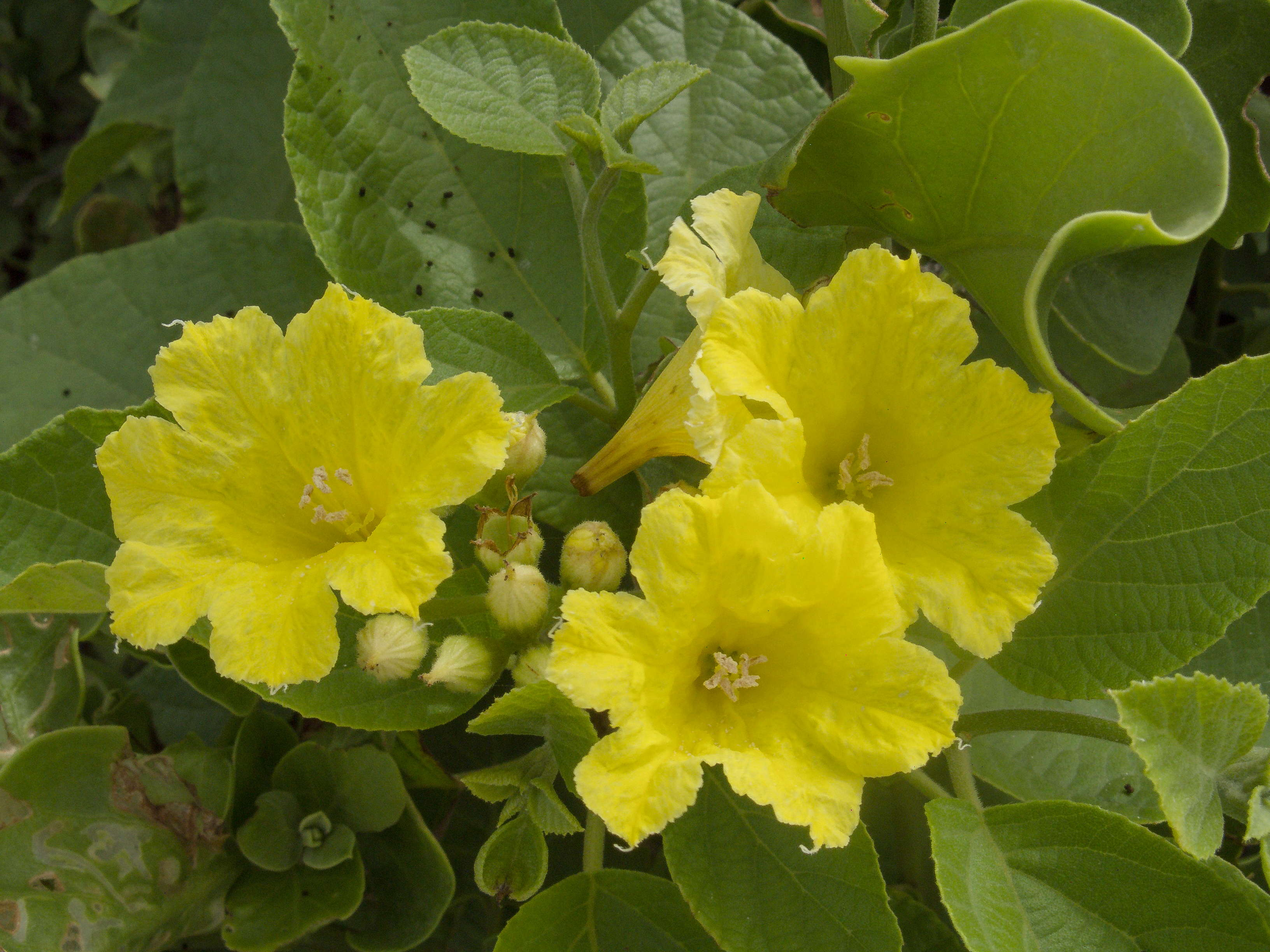
Flores

## Taxonomía
Cordia lutea fue descrita científicamente en 1791 por el botánico francés Jean-Baptiste Lamarck, como originaria de Perú. El epíteto específico lutea significa "amarillo", más normalmente un profundo amarillo. En 1852, el botánico sueco Nils Johan Andersson recogió en las Islas Galápagos, y en 1855 describió Varronia flava, ahora considerada la misma especie de Cordia lutea.
En regiones como las Galápagos, donde hay varias especie de Cordia ocurrir, de dice que C. lutea es fácil de identificar, "debido a sus flores amarillas vistosas".

### Filogenia
Un estudio filogenético molecular en 2005 sugiere que Cordia lutea está más estrechamente relacionado con C. dentata, tanto desde el Nuevo Mundo, y que estos dos son emparentadas con un gran clado de especies del Viejo Mundo, formando el clan Myxa dentro del género. Se sugiere que el origen del clado estaba en el Nuevo Mundo, desde donde fue dispersado a África y más allá por las aves.

## Distribución y hábitat
Cordia lutea es nativa del Ecuador, tanto en la parte occidental de la península y las Islas Galápagos, Perú y las Islas Marquesas, en la Polinesia. crece en regiones áridas. En las Islas Galápagos se encuentra en las tierras bajas, a menudo cerca del mar.

## Nombres comunes
- membrillejo del Perú, tina del Perú, overo, overal.[9]